# دينيس ويفر
دينيس ويفر (بالإنجليزية: Dennis Weaver)‏ هو نقابي وطيار وسياسي وممثل أمريكي، ولد في 4 يونيو 1924 بجوبلن في الولايات المتحدة، وتوفي في 24 فبراير 2006 بريدجواي في الولايات المتحدة بسبب سرطان.

## أعمال

### أفلام
- (1971) مبارزة (فيلم 1971)
- (1973) شبكة شارلوت[6]
- (2004) مزرعة في خطر[7][8][9]

### مسلسلات
- غان سموك

## وصلات خارجية
- دينيس ويفر على موقع IMDb (الإنجليزية)
- دينيس ويفر على موقع ألو سيني (الفرنسية)
- دينيس ويفر على موقع ميوزك برينز (الإنجليزية)
- دينيس ويفر على موقع تيرنر كلاسيك موفيز (الإنجليزية)
- دينيس ويفر على موقع أول موفي (الإنجليزية)
- دينيس ويفر على موقع قاعدة بيانات برودواي على الإنترنت (الإنجليزية)
- دينيس ويفر على موقع قاعدة بيانات الأفلام السويدية (السويدية)
- دينيس ويفر على موقع إن إن دي بي (الإنجليزية)
- دينيس ويفر على موقع ديسكوغز (الإنجليزية)
- دينيس ويفر على موقع قاعدة بيانات الفيلم (الإنجليزية)